# Ampelodesmos mauritanicus
Ampelodesmos mauritanicus, comúnmente llamada carrizo, es una especie de plantas de la familia de las poáceas, originaria de la región del Mediterráneo; en la costa mediterránea de la península ibérica e islas Baleares, y en el noroeste de África.

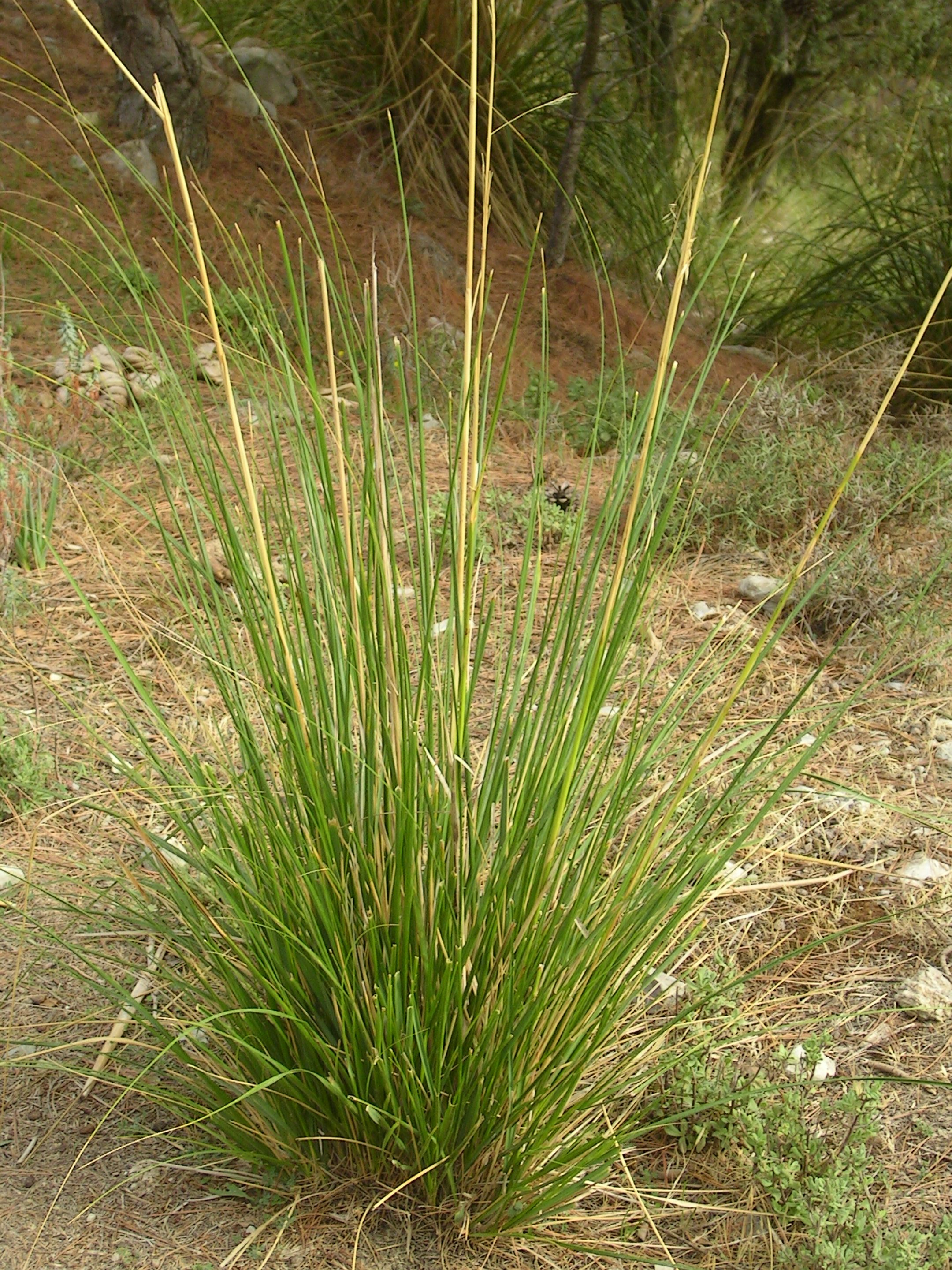
Vista de la planta

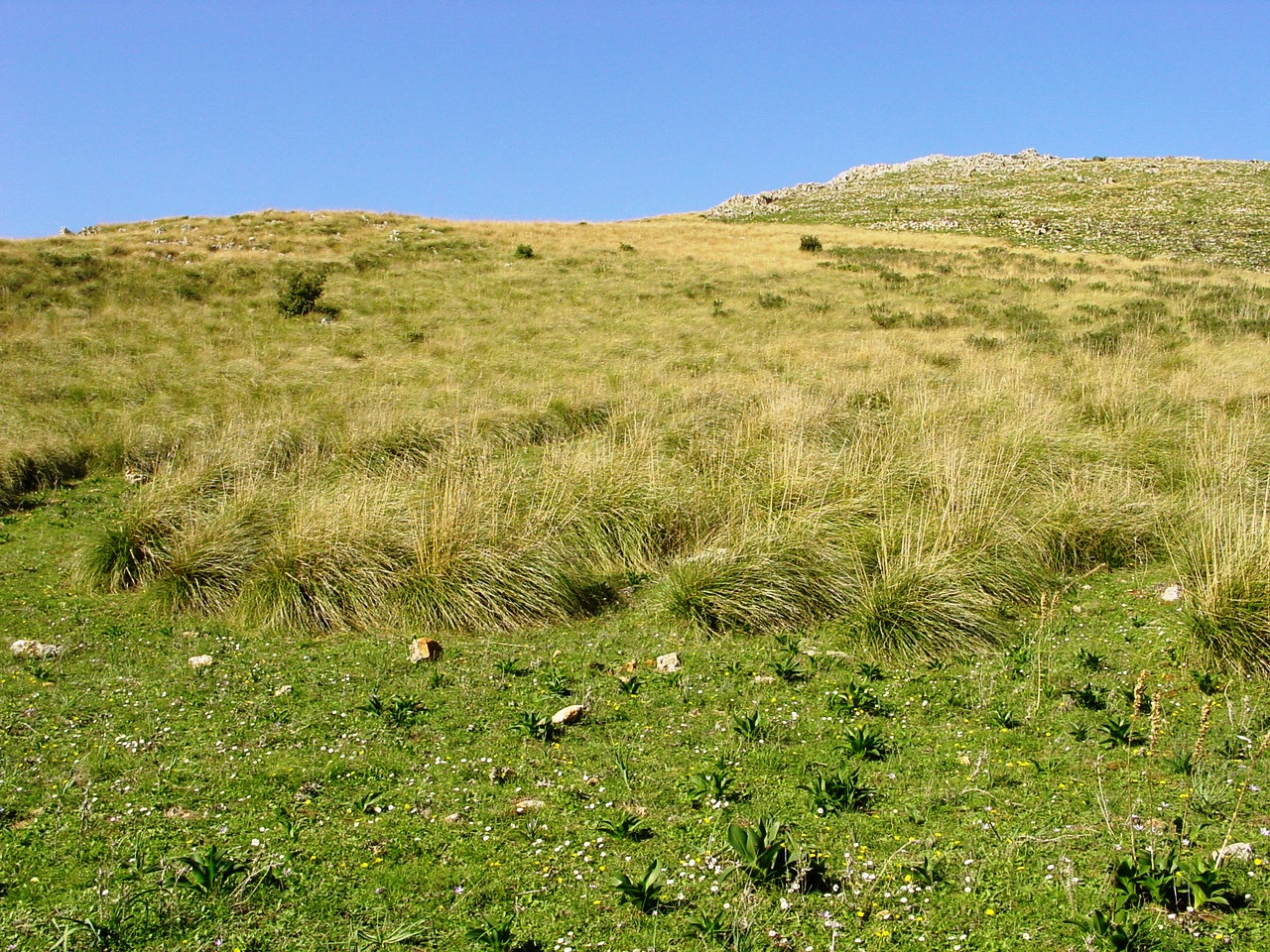
En su hábitat

Habita en claros de alcornocales, matorrales y laderas soleadas.

## Descripción
Es una gramínea, robusta, de hojas muy largas y de 1 cm de anchura. Del penacho basal surgen los tallos florales que miden más de 1 metro, con una inflorescencia en espiga de color blanquecino y más tarde amarillento brillante.

## Taxonomía
Ampelodesmos mauritanicus fue descrito por (Poir.) T.Durand & Schinz y publicado en Conspectus Florae Africae 5: 874. 1894.
Citología
Número de cromosomas de Ampelodesmos mauritanica (Fam. Gramineae) y táxones infraespecíficos: 2n=48
Etimología
La planta se usaba en la antigüedad para atar las vides, de ahí su nombre botánico Ampelodesmos que significa en griego (αμπελος=vid y δεσμος=ligamento).
mauritanicus: epíteto geográfico que alude a su localización en Mauritania.
Sinonimia
- Ampelodesmos ampelodesmos (Cirillo) Kerguélen
- Ampelodesmos bicolor (Poir.) Kunth
- Ampelodesmos effusus Steud.
- Ampelodesmos festucoides (Desf.) Steud.
- Ampelodesmos mauritanicus var. bicolor (Poir.) Fiori
- Ampelodesmos tenax (Vahl) Link
- Ampelodonax bicolor (Poir.) Lojac.
- Arundo ampelodesmos Cirillo
- Arundo bicolor Poir.
- Arundo biflora Lam.
- Arundo festucoides Desf.
- Arundo festucoides f. grandiflora Pau
- Arundo mauritanica Poir.
- Arundo tenax Vahl
- Avena festucoides (Desf.) Raspail
- Calamagrostis bicolor J.F.Gmel.
- Deyeuxia arundinacea P.Beauv.
- Donax ampelodesmos Schult.
- Donax bicolor (Poir.) P.Beauv.
- Donax festucoides (Desf.) P.Beauv.
- Donax mauritanicus (Poir.) P.Beauv.
- Donax tenax (Vahl) P.Beauv.
- Festuca elatior Ucria[4][5]